# Тонга на Летњим олимпијским играма 2012.
Тонга је на Летњим олимпијским играма учествовала осми пут. На Олимпијским играма 2012., у Лондону учествовали су са троје спортиста који су се такмичили у два индивидуална спорта.
Заставу Тонге на свечаном отварању Олимпијским играма 2012. носио је Амини Фонуа.

## Учесници по спортовима
| Спорт      | Мушкарци | Жене | Укупно |
| ---------- | -------- | ---- | ------ |
| Атлетика   | 1        | 1    | 2      |
| Пливање    | 1        | 0    | 1      |
| Укупно (4) | 2        | 1    | 3      |

## Резултати

### Атлетика
Мушкарци
| Атлетичар Лични рекорд | Дисциплина | Квалификације | Квалификације | Групе            | Групе            | Полуфинале       | Полуфинале       | Финале           | Финале  | Детаљи |
| Атлетичар Лични рекорд | Дисциплина | Резултат      | Пласман       | Резултат         | Пласман          | Резултат         | Пласман          | Резултат         | Пласман | Детаљи |
| ---------------------- | ---------- | ------------- | ------------- | ---------------- | ---------------- | ---------------- | ---------------- | ---------------- | ------- | ------ |
| Џозеф Енди Луи 10,82   | 100 м      | 11,17         | 4 у гр 1      | Није се пласирао | Није се пласирао | Није се пласирао | Није се пласирао | Није се пласирао | 64/75   | ,      |

Жене
| Атлетичар        | Дисциплина   | Полуфинале | Полуфинале | Финале            | Финале  | Детаљи |
| Атлетичар        | Дисциплина   | Резултат   | Пласман    | Резултат          | Пласман | Детаљи |
| ---------------- | ------------ | ---------- | ---------- | ----------------- | ------- | ------ |
| Ана Пухила 18,03 | бацање кугле | 15,80      | 14 у гр. Б | Није се пласирала | 29 / 32 | ,      |

## Пливање
Мушкарци
| Атлетичар   | Дисциплина       | Квалификације | Квалификације | Полуфинале       | Полуфинале       | Финале           | Финале  |  |
| Атлетичар   | Дисциплина       | Резултат      | Пласман       | Резултат         | Пласман          | Резултат         | Пласман |  |
| ----------- | ---------------- | ------------- | ------------- | ---------------- | ---------------- | ---------------- | ------- |  |
| Амини Фонуа | 100 метара прсно | 1:03,65       | 1 гр 1        | Није се пласирао | Није се пласирао | Није се пласирао | 41/44   |  |